# Вайсборд, Марк
Марк Вайсборд (Самуил Маркович Вайсборд) (1918—1992) — советский карикатурист, заслуженный работник культуры РСФСР. Его карикатуры экспонировались в Варшаве.

## Биография
Родился 14 ноября 1918 года в Харькове (ныне Украина).
Занимался у А. Г. Козюренко в Харькове (1930-е годы), учился в Харьковском архитектурном институте (1937—1941).
В 1938—1941 годах рисовал для харьковских областных газет; в 1941—1944 годах — для фронтовых газет.
С конца 1940-х годов — постоянный автор и темист «Крокодила». Кроме сотен собственных рисунков, дал около тысячи тем другим художникам.
С 1948 года исполнял политические и бытовые карикатуры (подписывается М. Вайсборд) для таких журналов и газет, как: «Огонёк», «Крокодил», «Вечерняя Москва», «Комсомольская правда», «Смена» и других.
Иллюстрировал также книги: «Демьян с изъяном» Г. С. Перова (Москва, 1957), «Чемпион болельщиков» Б. А. Привалова (Брянск, 1958), «Вредная профессия» З. Юрьева (Москва, 1960) и другие. Сочинял афоризмы (под псевдонимом С. Марков) и писал рассказы.
Умер в 1992 году, похоронен в Москве на Введенском кладбище (участок № 3).

## Награды и звания
- заслуженный работник культуры РСФСР
- орден Отечественной войны II степени (6.4.1985)
- орден Красной Звезды (3.3.1945)
- медали